# カンザスシティ (カンザス州)
カンザスシティ（Kansas City）は、アメリカ合衆国カンザス州東部の都市。ワイアンドット郡の郡庁所在地である。人口は15万6607人（2020年）で、州第3の都市である。市はカンザス州とミズーリ州の州境に接している。ミズーリ州側にも「カンザスシティ」があり、双子都市を形成している。市名からカンザス州側がメインであると思われがちであるが、人口が多いのもダウンタウンが発展しているのもミズーリ州側で、カンザス州側は実質的に郊外都市である。そのため単に「カンザスシティ」と言った場合、一般的にはミズーリ州側を指す。ミズーリ州側はKCMO、カンザス州側はKCKと略される。また単にKCと略すこともあるが、KCと略した場合カンザスシティ都市圏を指すことも少なくない。またミズーリ州側同様、カンザス州側も「アメリカの中心」（Heart of America）と呼ばれている。
ミズーリ川とカンザス川の合流点に位置しており歴史的には水運の拠点として町が形成された。市は1868年に創設され、1872年に正式な市となった。1997年には住民投票により郡政府と市政府が合併した。
カンザスシティ都市圏は15郡にまたがり、219万2035人（2020年）の人口を抱えている。

## 地理
カンザスシティは北緯39度6分24秒 西経94度40分35秒 / 北緯39.10667度 西経94.67639度に位置している。カンザスシティは総面積331.0km²（127.8mi²）である。このうち321.8km²（124.3km²）が陸地で9.2km²（3.5mi²）が水域である。総面積の2.78%が水域となっている。

## 経済
産業もほとんどがミズーリ州側に集中している。カンザス州側にはゼネラルモーターズのフェアファックス工場があり、シボレー・マリブなどの車種を生産している。

## 文化
「カンザスシティの名所」もまた、そのほとんどがミズーリ州側に集中している。カンザス州側にある名所にはカンザス・スピードウェイ、ローズデール・アーチ、コミュニティアメリカ・ボールパーク、カンザスシティ・メモリアル・ホールが挙げられる。
カンザス・スピードウェイは1周1.5マイル（約2,400m）、15度のバンクを持つオーバルコースのサーキットである。カンザス・スピードウェイではNASCARやインディのレースが行われる。カンザス･スピードウェイで行われた初のレースは2001年6月2日に行われたカンザス100であった。また、カンザス・スピードウェイはカーレースのほかにも各種のスポーツイベントやコンサートにも使われ、常設ステージも有している。
パリのエトワール凱旋門を模したローズデール・アーチは、カンザスシティ出身の第一次世界大戦戦没者の慰霊碑として建てられたものである。
コミュニティアメリカ・ボールパークは独立リーグのノーザンリーグに所属するカンザスシティ・ティーボーンズの本拠地である。収容人数は5,768人と公表されているが、ティーボーンズのホームゲームでは7,000人の入場者数を記録することもある。同球場の入場者数の最多記録は2003年7月13日に記録した7,213人である。カンザスシティ・メモリアル・ホールは、3,500席を有する屋内競技場である。

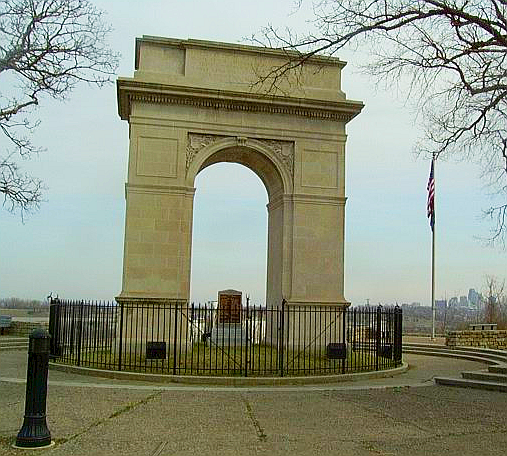
ローズデール・アーチ
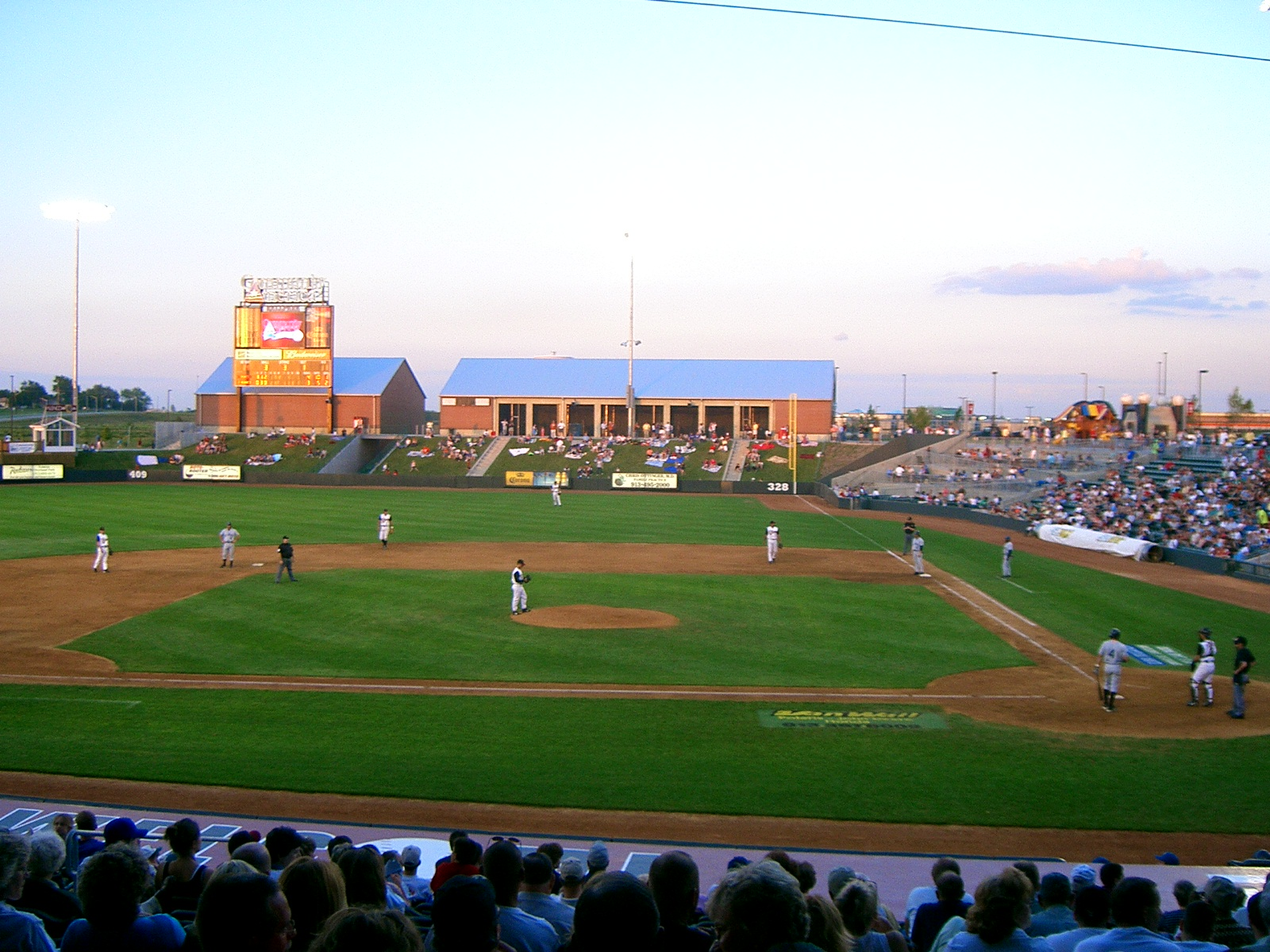
コミュニティアメリカ・ボールパーク

## 人口動態
以下にカンザス州カンザスシティにおける1880年から2020年までの人口推移をグラフおよび表で示す。
| 統計年 | 人口      |
| ------ | --------- |
| 1880年 | 3,200人   |
| 1890年 | 38,316人  |
| 1900年 | 51,418人  |
| 1910年 | 82,331人  |
| 1920年 | 101,177人 |
| 1930年 | 121,857人 |
| 1940年 | 121,458人 |
| 1950年 | 129,553人 |
| 1960年 | 121,901人 |
| 1970年 | 168,213人 |
| 1980年 | 161,087人 |
| 1990年 | 149,767人 |
| 2000年 | 146,866人 |
| 2010年 | 145,786人 |
| 2020年 | 156,607人 |

## 註
1. ↑  “Quickfacts.census.gov”. 2023年11月21日閲覧。
2. ↑  “City Population.de”. 2023年11月21日閲覧。
3. ↑  Gibson, Campbell. Table.1 Population of the 100 largest cities and other urban places in the United States 1790 to 1990. Population Division, U.S. Bureau of the Census. 1998年6月.